# Област Пармет
Област Пармет (алб. Rrethi i Përmetit) је једна од 36 области Албаније. Њена популација од 26.000 људи (процена 2004) укључује и влашку (арумунску) заједницу. У пост-комунистичкој ери је дошло до оживљавања Грчке православне цркве, муслиманских секти, као и протестантске религије. Површина области износи 929 km². На југоистоку је земље, а главни град је Пармет. Међу другим значајним местима у овој области је Келцире. Област Пармет је традиционално позната по производњи вина.
Обухвата општине: Балабан, Дишниц, Кљцир, Петран, Прмет, Сук, Ћендр Писков (Писков Центар), Фрашр и Чаршов.